# 泉職坊快厳
泉職坊 快厳（せんしきぼう かいげん、? - 天正10年〈1582年〉2月）は、安土桃山時代の僧、武将。紀伊国根来寺の有力行人。土橋胤継の子で、土橋春継の弟。坊名は泉識坊とも書かれる。
快厳の名は天正8年（1580年）の起請文で見られるが、本項ではそれ以前の泉職坊の動静より記述する。

## 生涯
泉職坊（泉識坊）は根来寺（和歌山県岩出市）に属する坊院で、名草郡雑賀荘（和歌山市）の土橋氏が建立したとされる。戦国時代後期の泉職坊は、杉坊と共に惣分の「寄親」となって根来寺の行人たちを配下に編成しており、弘治年間（1555–1558年）には、泉職坊配下の僧と杉坊配下の僧の間で度々戦いが起きていた。天正年間（1573–1592年）になると根来寺と粉河寺（紀の川市）の間で争いが生じ、泉職坊は杉坊（照算）と共に根来寺の軍勢を率いて粉河寺と戦った。
天正5年（1577年）2月、織田信長が雑賀に侵攻した。根来寺は杉坊を中心として信長に味方したが、泉職坊は雑賀衆に加勢した。同年3月、雑賀衆は土橋胤継や鈴木重秀ら7人の連名で信長に降伏し、泉職坊は信長家臣による調停を受け保護された。4月には、泉職坊と杉坊、岩室坊の間で紛争が起きており、大坂本願寺の法主・顕如が調停を行っている。
天正8年（1580年）、顕如が信長と講和し、大坂から雑賀の鷺森（和歌山市）へと移った。同年4月、顕如から泉職坊や杉坊ら根来寺衆に宛てて、鷺森下向への尽力に対する礼が伝えられた。同年6月、信長への抵抗を続ける顕如の子の教如に従わずに顕如を支持するとして、土橋胤継・春継父子と泉職坊快厳・杉坊照算が信長の家臣に起請文を差し出した。この起請文への署名から「快厳」の名が判明する。
天正10年（1582年）1月、土橋胤継が鈴木重秀に殺害され、泉職坊（快厳）を含む胤継の子5人は城（「構」）に籠もった。重秀方は信長に派遣された織田信張の支援を受けて土橋氏の城を攻め、同年2月上旬、土橋春継や平次、威福院は城から逃れることに成功したものの、泉職坊は討死した。『宇野主水日記』には、夜中に紛れ出たところを泉州衆の寺田又右衛門に討たれたとあり、『信長記』には、30騎ほどで落ち延びようとしたところを斎藤六大夫に討たれたと記される。この後、快厳の首は安土で晒されたという。
なお、快厳の死後も泉職坊は存続しており、鷺森の本願寺と交流している様子が見られる。